# Chaetospermopsis boninensis
Chaetospermopsis boninensis är en svampart som beskrevs av Katum. & Y. Harada 1979. Chaetospermopsis boninensis ingår i släktet Chaetospermopsis, divisionen sporsäcksvampar och riket svampar.   Inga underarter finns listade i Catalogue of Life.